# Snap (chanson)
Pour les articles homonymes, voir Snap.
Singles de Rosa Linn
King
(2021)
Chansons représentant l'Arménie au Concours Eurovision de la chanson
Chains on You
(2020)
Clip vidéo
[vidéo] « Snap », sur YouTube
Snap (parfois orthographié SNAP) est une chanson sortie par la chanteuse arménienne Rosa Linn, le 19 mars 2022. La chanson a été co-écrite et composée par l’artiste, et décrit les sentiments de découverte de soi, de guérison, d'amour de soi, et parle d'oublier un ex. La chanson a représenté l’Arménie au Concours Eurovision de la chanson 2022 à Turin, en Italie, après avoir été sélectionné par la Télévision publique d'Arménie (AMPTV), le diffuseur arménien du Concours Eurovision de la chanson.
À l'Eurovision, Rosa Linn est devenue la première artiste depuis 2017 à se qualifier pour la finale pour l'Arménie, terminant à la 20e place avec 61 points. À la suite du concours, la chanson est devenue virale sur la plateforme de médias sociaux TikTok. Snap a jusqu'à présent atteint le top des charts dans les Flandres, ainsi que le top 10 en Autriche, aux Pays-Bas, en Irlande, en Norvège et en Suisse, tout en atteignant les charts dans une vingtaine d'autres pays, ainsi que la 23e place du UK Singles Chart.

## Contexte et sortie
Snap est officiellement sorti le 19 mars 2022, mais un extrait de la chanson a été divulgué une semaine plus tôt. Il a été co-écrit par Rosa Linn avec Larzz Principato, Courtney Harrell, Allie Crystal, Tamar Kaprelian, avec une production gérée par Alex Salibian, Ethan Schneiderman, Larzz Principato, Ben Samama et Lilith Navasardyan. Les étapes d'écriture de Snap se sont déroulées entre Los Angeles et Erevan.
Dans une interview pour Wiwibloggs, Rosa Linn a déclaré que cette chanson est une histoire personnelle à laquelle tout le monde peut s'identifier : « Je pense que nous avons tous été à un point de rupture, où nous avons eu l'impression qu'il n'y avait pas d'issue et que le monde entier s'écroulait autour de nous. On commence à tout remettre en question, y compris soi-même. Je suis passé par là. Et j'ai réalisé que j'avais la force de façonner ma réalité - il fallait juste que je me mette à l'écart et que je trouve la paix intérieure. Il s'agit de s'aimer soi-même et d'accepter que l'on est suffisant. Écrire « Snap » a été une forme de thérapie pour moi et j'espère que cela peut être le cas pour d'autres personnes qui traversent aussi des moments difficiles. ».

## Clip vidéo
Le clip est sorti le 19 mars 2022 et a été réalisé par Aramayis Hayrapetyan. Hayrapetyan a déclaré: « Une fois que j'ai entendu Snap, je n'arrêtais pas de penser que je devais montrer les émotions de l'artiste de la manière la plus compréhensible et la plus correcte possible. Ne pas laisser l'artiste en arrière-plan était une condition préalable importante pour moi. Nous avons réalisé la vidéo dans le but de donner aux spectateurs une chance de voyager dans une autre réalité extraordinaire à travers des solutions artistiques et visuelles ».

## Concours Eurovision de la chanson

### Sélection
L'Arménie a utilisé une sélection interne pour déterminer son entrée. Selon les rumeurs, les candidats en lice étaient Athena Manoukian, Saro Gevorgyan, Kamil Show et Rosa Linn,. Cependant, le 15 février 2022, AMPTV a rejeté les affirmations selon lesquelles Rosa Linn avait déjà été sélectionné, déclarant qu'aucune décision n'avait encore été prise et qu'une annonce interviendrait en mars. Le 4 mars, plusieurs médias arméniens ont rapporté que deux chanteurs étaient en lice pour représenter l'Arménie : Rosa Linn et Saro Gevorgyan.
Rosa Linn a été annoncée comme représentante le 11 mars 2022.

### À l'Eurovision
Selon les règles de l'Eurovision, toutes les nations à l'exception du pays hôte et des Big Five (France, Allemagne, Italie, Espagne et Royaume-Uni) doivent se qualifier à l'une des deux demi-finales pour concourir pour la finale; les dix premiers pays de chaque demi-finale accèdent à celle-ci. L'Union européenne de radiodiffusion (UER) a divisé les pays concurrents en six lots différents en fonction des modèles de vote des concours précédents, les pays ayant des historiques de vote favorables étant placés dans le même lot. Le 25 janvier 2022, un tirage au sort a été effectué pour placer chaque pays dans l'une des deux demi-finales, ainsi que pour déterminer dans quelle moitié du spectacle il se produirait. L'Arménie a été placée dans la première demi-finale, qui s'est tenue le 10 mai 2022, et a participé à la deuxième partie du spectacle. L'Arménie s'est qualifiée pour la finale, c'est la première fois que cela arrive depuis 2017. Le pays a finalement terminé à la 20e place avec 61 points.

## Performances commerciales
Quelques semaines après l'Eurovision, Snap a commencé à devenir virale sur la plate-forme de médias sociaux TikTok, entraînant une augmentation des flux sur Spotify et en tête des charts viraux quotidiens dans de nombreux pays d'Amérique latine. Snap a commencé à entrer dans les charts nationaux de nombreux pays, dépassant la chanson gagnante ukrainienne, Stefania de Kalush Orchestra, pour le plus grand nombre d'entrées dans les charts par une chanson de l'Eurovision en 2022.
La chanson est jusqu'à présent entrée dans les charts de 21 pays, atteignant le top 10 en Suisse, en Norvège et en Irlande. Il figurait dans le top 20 en Autriche, en République tchèque, en Allemagne, en Suède et aux Pays-Bas. Au Royaume-Uni, la chanson a culminé en 26e position sur le UK Singles Chart, devenant la deuxième chanson la mieux classée seulement derrière Sam Ryder du pays avec Space Man et faisant de Linn l'artiste étranger le mieux classé de l'Eurovision au Royaume-Uni.

## Classement hebdomadaire
| Classement (2022)                       | Meilleure position |
| --------------------------------------- | ------------------ |
| Afrique du Sud (RISA)                   | 37                 |
| Allemagne (GfK Entertainment)           | 14                 |
| Australie (ARIA)                        | 20                 |
| Autriche (Ö3 Austria Top 40)            | 6                  |
| Belgique (Flandre Ultratop 50 Singles)  | 1                  |
| Belgique (Wallonie Ultratop 50 Singles) | 1                  |
| Canada (Hot 100)                        | 52                 |
| Croatie (Billboard)                     | 22                 |
| Danemark (Tracklisten)                  | 33                 |
| Espagne (PROMUSICAE)                    | 96                 |
| États-Unis (Bubbling Under Hot 100)     | 22                 |
| Finlande (Suomen virallinen lista)      | 20                 |
| France (SNEP Radio)                     | 152                |
| Global 200 (Billboard)                  | 20                 |
| Grèce (IFPI)                            | 20                 |
| Hongrie (Rádiós Top 40)                 | 29                 |
| Indonésie (Billboard)                   | 17                 |
| Irlande (Irish Singles Chart)           | 6                  |
| Islande (Plötutíðindi)                  | 17                 |
| Italie (FIMI)                           | 56                 |
| Lituanie (Agata)                        | 21                 |
| Luxembourg (Billboard)                  | 23                 |
| Malaisie (Billboard)                    | 22                 |
| Norvège (VG-lista)                      | 8                  |
| Nouvelle-Zélande (RMNZ)                 | 38                 |
| Pays-Bas (Nederlandse Top 40)           | 9                  |
| Pays-Bas (Single Top 100)               | 9                  |
| Pologne (ZPAV)                          | 54                 |
| Portugal (AFP)                          | 24                 |
| Royaume-Uni (UK Singles Chart)          | 23                 |
| Royaume-Uni (UK Indie Chart)            | 1                  |
| Singapour (RIAS)                        | 17                 |
| Slovaquie (IFPI Singles Digitál)        | 18                 |
| Suède (Sverigetopplistan)               | 8                  |
| Suisse (Schweizer Hitparade)            | 5                  |
| Tchéquie (IFPI Singles Digitál)         | 16                 |

## Certifications
| Région                                                                                                 | Certification | Ventes/Streams |
| --- | ------------- | -------------- |
| France (SNEP)                                                                                          | Or            | 150 000*       |
| *Ventes selon la certification ^Mise en rayon selon la certification xNon précisé par la certification |               |                |